# Terre battue (bâtiment)
Cet article concerne le sol du bâtiment. Pour le film sorti en 2014, voir Terre battue (film). Pour le revêtement utilisé au tennis, voir terre battue.

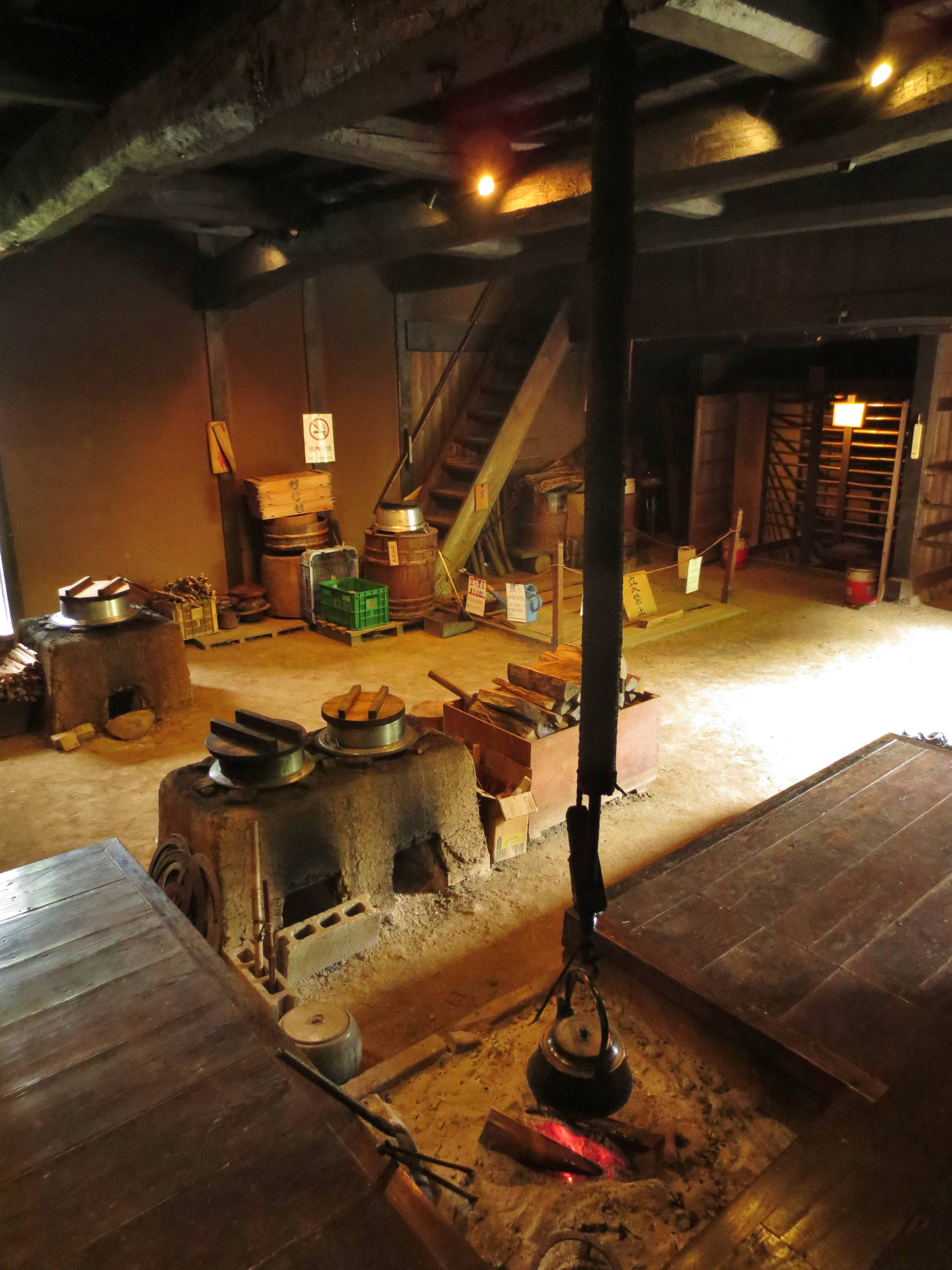
Japon : Ancienne maison familiale Suzuki, dont le sol est en terre battue.

La terre battue est un type de sol préparé avant la construction d'un bâtiment.

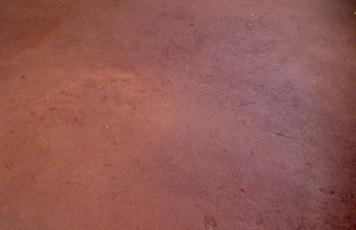
Vue rapprochée d'un sol en terre battue.

La réalisation des sols des maisons ou bâtiments publics se fait de trois manières principales selon le taux d'argile dans la terre crue.
- S'il y a un taux moyen d'argile, la terre est humidifiée jusqu'à devenir une boue épaisse qui est étalée. Le séchage doit se faire lentement.
- S'il y a un fort taux d'argile, la terre est utilisée telle que retirée du sol – 7 à 10 % d'humidité – et compactée par foulage aux pieds, au pisoir ou au fouloir pneumatique.
- S'il y a un faible taux d'argile on rajoute de la paille ou du foin et de fiente ou de la bouse (torchis).

La batte était anciennement, un maillet plat et ferré ou non, emmanché obliquement, dont on se servait pour battre le ciment, les aires de granges, etc. 